# إدوارد إل يهي
إدوارد إل يهي (بالإنجليزية: Edward L. Leahy)‏ (و. 1886 – 1953 م) هو سياسي، ومحام، وقاض من الولايات المتحدة الأمريكية ولد في بريستول.
تولى منصب عضو مجلس الشيوخ الأمريكي. وهو عضو في الحزب الديمقراطي الأمريكي.

## التعليم
تعلم في جامعة براون.